# Tasmarubrius milvinus
Tasmarubrius milvinus là một loài nhện trong họ Amphinectidae. Loài này phân bố ở Tasmanië.